# Герб Атнинского района
Герб Атни́нского муниципального района Республики Татарстан Российской Федерации — опознавательно-правовой знак, служащий официальным символом муниципального образования.
Герб утверждён Решением № 6 Атнинского районного Совета 3 марта 2006 года.
Герб внесён в Государственный геральдический регистр Российской Федерации под регистрационном номером 2272 и в Государственный геральдический реестр Республики Татарстан под № 46.

## Описание герба
«В лазоревом (синем, голубом) поле зелёный цветок тюльпана, тонко окаймлённый золотом; поверх всего продольно разделённое злато-серебряное гусиное перо, положенное в левую выгнутую перевязь и упирающееся острым концом внутрь каймы».

## Символика герба
Герб Атнинского района языком символов и аллегорий отражает уникальность региона. Атнинская земля является одним из центров древней татарской культуры. Здесь в полной мере сохранились народные обряды и традиции, татарский литературный язык. Элемент традиционного национального орнамента — тюльпан символизирует верность местных жителей традициям народа; указывает на важную роль Атнинского района в сохранении и развитии материальной и духовной культуры татар.
Перо, вырисовывающее контур тюльпана — символ многовековой просвещённости, культуры духовности Атнинской земли, как центра Заказанья, ставшим родиной многих великих людей — просветителей, учёных, поэтов. Здесь родился выдающийся учёный и духовный деятель Шигабутдин Марджани, татарские поэты Габдулла Тукай и Сибгат Хаким, крупный учёный языковед Рашид Рахмати-Арат. Золотая часть пера в виде колоса символизирует древние земледельческие традиции и современное высокотехнологическое сельскохозяйственное производство — основу экономики района.
Золото — символ урожая, богатства, стабильности, уважения и интеллекта.
Серебро — символ чистоты помыслов и стремлений, совершенства, мира и взаимопонимания.
Зелёный цвет — символ природы, здоровья, жизненного роста. Голубой цвет — символ чести, благородства, духовности.

## История герба
Идея герба: Хабибуллин Марат Махмутович (с. Большая Атня РТ)
Доработка герба района произведена Геральдическим советом при Президенте Республики Татарстан совместно с Союзом геральдистов России в составе:
Рамиль Хайрутдинов (Казань), Радик Салихов (Казань), Ильнур Миннуллин (Казань), Константин Моченов (Химки), Кирилл Переходенко (Конаково), Оксана Афанасьева (Москва).